# Jean Gordon
Jean Gordon (1546 - 14 mai 1629), est une riche aristocrate écossaise et la première femme de James Hepburn, comte de Bothwell, qui devient, après leur divorce, le troisième mari de la reine Marie Stuart. Jean elle-même s'est mariée trois fois. Par son deuxième mariage, elle devient comtesse de Sutherland.

## Famille
Lady Jean Gordon est née au château de Huntly, dans l'Aberdeenshire. Elle est la seconde fille de George Gordon, 4e comte de Huntly, le plus riche et le plus puissant seigneur des Highlands , et d’Élisabeth Keith. Ses grands-parents paternels sont Lord John Gordon et Margaret Stewart, fille illégitime du roi Jacques IV et de Margaret Drummond. Ses grands-parents maternels sont Robert Keith et Lady Elizabeth Douglas.
Jean, ses neuf frères et ses deux sœurs sont élevés au château de Huntly, rénové dans les années 1550 . Les domaines de son père sont alors si étendus qu'ils approchent ceux d'un monarque indépendant , et il devient Lord chancelier d’Écosse l'année de la naissance de Jean. Cependant, le comte est capturé à la bataille de Pinkie Cleugh en septembre 1547, et il se réfugie quelque temps en Angleterre. Il mène ensuite une politique compliquée, faisant l'équilibre entre ses intérêts, ceux de l'Écosse, et un contexte religieux et international tumultueux.
À l'automne 1562, Marie Stuart mène une expédition dans le nord pour punir la famille de Jean, accusant son frère, Sir John Gordon, de la harceler pour l'épouser. Au château de Darnaway, Marie donne alors le titre de comte de Moray, appartenant au comte de Huntly, à son demi-frère illégitime, James Stuart, dont l'épouse Lady Agnès Keith est la cousine de Jean. Son père parvient à s'échapper du château de Huntly et de son geôlier William Kirkcaldy de Grange, mais il est vaincu par James à la bataille de Corrichie en octobre 1562. À la fin du combat, il meurt d'apoplexie ou d'une crise cardiaque sur le champ de bataille. Il est jugé à titre posthume pour trahison à Édimbourg, où son corps embaumé est amené devant le parlement, qui confisque ses titres et ses terres .
Son frère aîné, Lord George Gordon, est épargné et est autorisé à succéder à son père comme comte de Huntly en 1565 et à récupérer ses terres en 1567. Cependant, son autre frère Sir John Gordon est exécuté. Comme gage de la clémence de la reine envers les Huntly, Jean, sa mère et son frère accèdent à de hautes fonctions à la cour .
Jean avait la peau pâle, un nez fort, des yeux globuleux et un long visage à l'air intelligent, qui selon les témoins, manquait de beauté et de douceur . Selon Antonia Fraser, elle avait une « personnalité froide et détachée, réchauffée par une intelligence et une sagacité supérieures à ce qui était attendu de son sexe. » .

## Mariages

### Premier mariage

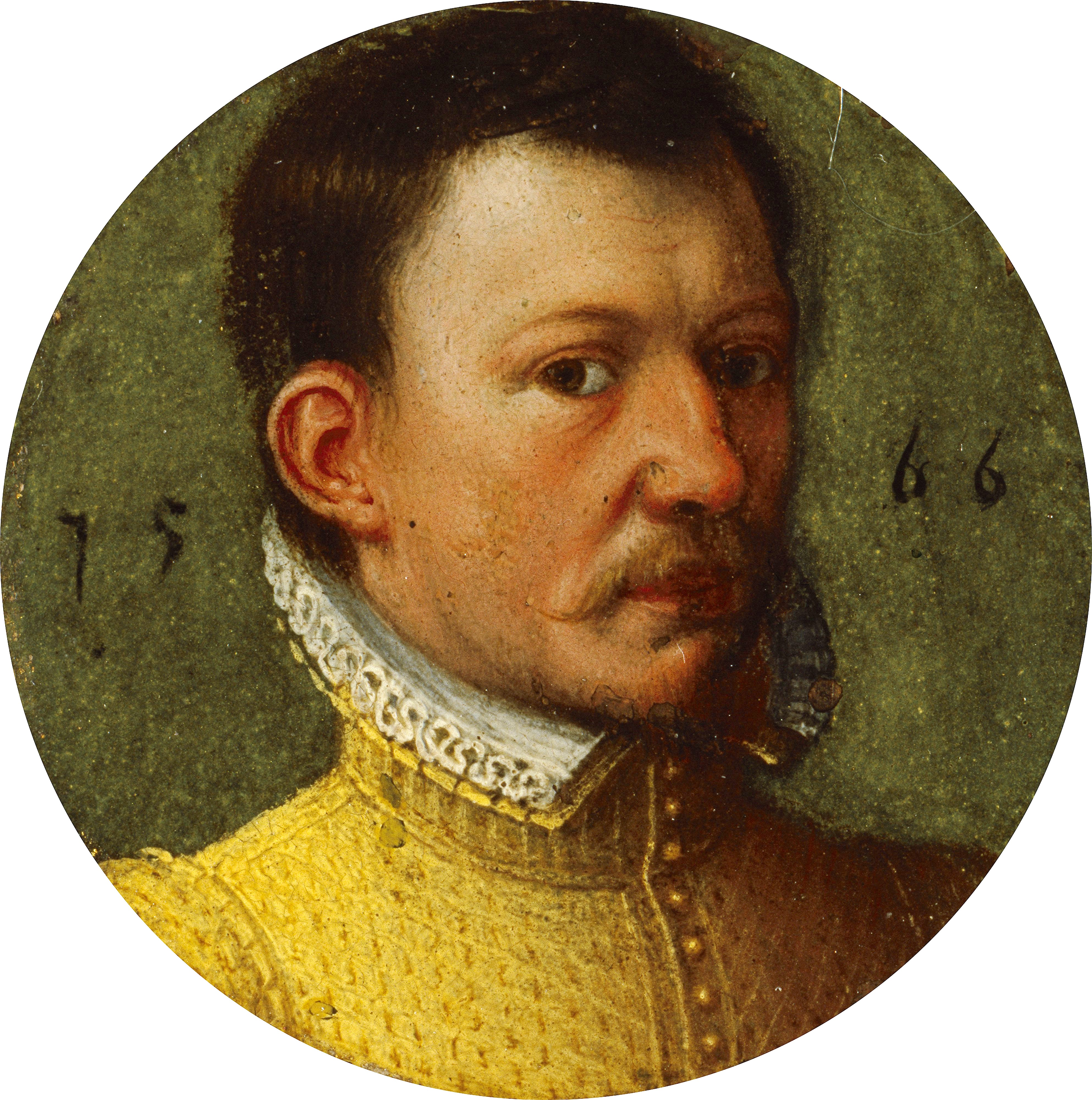
James Hepburn en 1566.

Le 24 février 1566, au palais de Holyrood, Jean, qui est catholique, épouse le protestant James Hepburn, 4e comte de Bothwell, durant une somptueuse cérémonie de rite protestant, où son oncle Alexander Gordon, évêque de Galloway, prêche . La reine, qui approuve fortement l'union, fournit le taffetas blanc et argent de la robe de Jean . Bien que Marie Stuart souhaite que la cérémonie se tienne à la chapelle royale, le comte de Bothwell refuse, ne voulant pas assister à la messe.
Son frère lui accorde une dot conséquente, et elle a une excellente appréciation de la valeur de ses propriétés. Elle saura plus tard conserver toutes ses terres, malgré la confiscation des biens du comte de Bothwell .
À la fin de février 1567, Jean tombe si gravement malade qu'un ambassadeur annonce son décès .
La même année, persuadée par son frère, allié du comte de Bothwell, Jean accepte d'entamer une procédure de divorce contre son mari . Le 3 mai 1567, elle poursuit son mari devant une cour protestante, l'accusant d'adultère avec une de ses servantes, Bessie Crawford ,. Bessie est décrite par les témoins de Jean comme une jeune femme de vingt ans, petite, maigre, pâle avec des cheveux sombres et souvent vêtue de noir. Elle avait été au service de la mère de Jean et son père était forgeron. Elle aurait eu une liaison avec le comte lors de ses séjours à Haddington Abbey et au château de Crichton . Le mariage est formellement annulé le 7 mai par le tribunal consistorial de St. Andrew présidé par l'archevêque catholique Hamilton. Le tribunal motive sa décision en affirmant que le couple n'avait pas reçu de dispense pour leur mariage, bien qu'ils n'en avait pas besoin, n'étant pas cousins proches, et alors même qu'une dispense leur avait été donnée par l'archevêque Hamilton en personne . Huit jours plus tard, le 15 mai, le comte de Bothwell devient le troisième époux de la reine, veuve de Lord Darnley, assassiné le 10 février à Kirk o' Field dans des circonstances mystérieuses où tout semble désigner le comte comme le coupable . Jean reste au château de Crichton, que lui avait donné son mari en remboursement de sa dot . Après la défaite de Bothwell et de la reine à Carberry Hill, Jean abandonne Crichton, et retourne auprès de sa mère au château de Strathbogie. En décembre, les titres et biens du comte de Bothwell, dont le château de Crichton, sont confisqués par le parlement pour trahison.

### Second mariage
Jean se marie en secondes noces au château de Huntly le 13 décembre 1573 avec Alexander Gordon, 12e comte de Sutherland. Alexander était auparavant marié, sans postérité, à Barbara Sinclair, fille de son tuteur, George Sinclair, 4e comte de Caithness, mais leurs relations furent tendues, et se terminèrent par un divorce à la majorité du comte . Jean et Alexander ont eu sept, voire huit, enfants  :
- Jane Gordon (née le 1er novembre 1574), épouse en décembre 1589 le quatorzième chef du Clan MacKay, Huistean Du MacKay de Strathnaver de Sutherland (1562-1614).
- John Gordon, 13e comte de Sutherland (20 juillet 1575 - 11 septembre 1615), se marie le 5 février 1600 avec Agnès Elphinstone, avec qui il a cinq enfants, dont John Gordon, 14e comte de Sutherland.
- Alexander Gordon, mort enfant.
- Adam Gordon, mort enfant.
- Sir Robert Gordon de Gordonstoun, 1er baronnet (14 mai 1580 - mars 1654), épouse le 16 février 1613 Louisa Gordon, avec qui il eut des enfants.
- Mary Gordon (14 août 1582 - 1605), se marie le 21 février 1598 avec David Ross de Balnowgowan.
- Sir Alexander Gordon de Navisdale (né le 5 mars 1585)
- Possiblement, une autre fille dont le nom est inconnu. Elle est la première épouse d'Alexander Gordon d'Aikenhead, qui appartiendrait à la famille Lesmoir, et qui sera plus tard connu comme Alexander Gordon de Salterhill. Robert Gordon de Gordonstoun avait acheté Salterhill à la famille Innes en 1636 [20]. Comme il est supposé qu'Alexander Gordon de Salterhill a acquis cette terre par sa première femme, il apparaît que celle-ci devait être une sœur ou une proche de Sir Robert Gordon. Le couple aurait donné naissance à de nombreuses branches irlandaises de la famille Gordon, comme les Ballinteggart et les Sheepbridge [21].

Au bout de deux ans de mariage, à cause de la mauvaise santé du comte, c'est Jean qui gouverne le comté de Sutherland depuis le château de Dunrobin , dont elle embellit les jardins, qui sont décrits en 1630 comme « plantés de toutes sortes de fruits, herbes et fleurs présentes dans ce royaume, ainsi que de safran, de tabac et de romarin » . Le comte meurt le 6 décembre 1594.

### Troisième mariage
Cinq ans plus tard, le 10 décembre 1599, Jean se remarie avec Alexander Ogilvy de Boyne, veuf depuis 1598 de Mary Beaton, l'une des célèbres « Quatre Marie », le groupe de dames d'honneur de Marie Stuart . Il est le seul homme que Jean ait vraiment aimé , ses deux premiers mariages ayant été célébrés pour des raisons politiques.

Lady Jean Gordon meurt le 14 mai 1629 au château de Dunrobin à l'âge de 83 ans. Elle est enterrée à Dornoch. Son fils Robert Gordon a écrit à son propos  :
« C'était une dame vertueuse et avenante, réfléchie, dotée d'une excellente mémoire, et d'une grande sagacité supérieure à ce qui était attendu de son sexe ; elle a toujours mené ses affaires avec une telle prudence et une telle prévoyance que les ennemis de la famille ne pouvait rien tenter contre elle. De plus, elle a par son soin et sa diligence réglé avec succès de nombreux problèmes de la plus grande importance pour la Maison de Sutherland. Elle fut toute sa vie l'ornement de sa famille. »

## Dans la culture populaire
L'actrice irlandaise Maria Aitken interprète Jean Gordon dans Marie Stuart, reine d'Écosse, en 1971.